# Dysdera ratonensis
Dysdera ratonensis är en spindelart som beskrevs av Jörg Wunderlich 1992. Dysdera ratonensis ingår i släktet Dysdera och familjen ringögonspindlar.
Artens utbredningsområde är Kanarieöarna. Inga underarter finns listade i Catalogue of Life.